# MTV Video Music Awards de 1996
O MTV Video Music Awards de 1996 foi ao ar em 4 de setembro de 1996, premiando os melhores videoclipes lançados entre 16 de junho de 1995 e 14 de junho de 1996. A premiação, ocorrida no Radio City Music Hall, em Nova Iorque, nos Estados Unidos, foi apresentada pelo comediante estadunidense Dennis Miller.
A cerimônia centrou-se na banda norte-americana The Smashing Pumpkins, que liderou as indicações naquela noite, com um total de nove. Tendo perdido seu tecladista de turnê dias antes dessa aparição para uma overdose de heroína, e expulso o baterista original da banda, Jimmy Chamberlin, o grupo abriu o show como um trio, apresentando uma inspiradora e emotiva versão de "Tonight, Tonight". Além disso, eles acabaram ganhando sete dos nove prêmios a que estavam concorrendo: "Tonight, Tonight" ganhou seis prêmios de oito indicações, incluindo Vídeo do Ano, tornando-se assim o vídeo com mais indicações e o mais premiado da noite; enquanto seu vídeo da canção "1979" ganhou o único prêmio a que fora indicado, de Melhor Vídeo Alternativo.
A segunda maior indicada e vencedora naquela noite foi a cantora canadense Alanis Morissette, que ganhou três de suas seis indicações por seu vídeo da canção "Ironic". Empatando com ela em termos de indicações estava a cantora islandesa Björk, com também seis; no entanto, seu vídeo da canção "It's Oh So Quiet" só levou para casa um prêmio, de Melhor Coreografia. Seguindo de perto com cinco indicações cada, estavam Coolio, Foo Fighters e Bone Thugs-n-Harmony. Destes, porém, apenas os dois primeiros acabaram levando para casa alguns prêmios por seus vídeos. Coolio ganhou três, enquanto "Gangsta's Paradise" ganhou duas de suas três indicações, e "1, 2, 3, 4 (Sumpin' New)" ganhou uma de suas duas indicações, enquanto "Big Me", do Foo Fighters, levou para casa um premio, de Melhor Vídeo de Grupo. Enquanto isso, Bone Thugs-n-Harmony foi para casa de mãos vazias.
Os destaques do evento incluíram um pré-show da então pouco conhecida banda No Doubt, que em breve se tornaria mundialmente famosa, que se apresentou na marquise de entrada do Radio City Music Hall. Houve também um breve reencontro dos quatro membros originais do Van Halen, que, na época, não apareciam juntos há mais de uma década, apresentando o prêmio de Melhor Vídeo Masculino, bem como uma interação ao vivo com os astronautas a bordo da estação espacial soviética Mir. A cerimonia também marcou a última aparição pública do rapper Tupac Shakur antes de ser baleado quatro vezes em um tiroteio em Las Vegas, nos Estados Unidos, três dias depois, em 7 de setembro, vindo a falecer em decorrência dos ferimentos em 13 de setembro.

## Performances
| Artista               | Canção                                                                                       | Apresentado por            |
| Pré-show              | Pré-show                                                                                     | Pré-show                   |
| --------------------- | -------------------------------------------------------------------------------------------- | -------------------------- |
| Beck                  | "Where It's At"                                                                              | —                          |
| No Doubt              | "Spiderwebs" Just a Girl"                                                                    | —                          |
| Premiação             |                                                                                              |                            |
| The Smashing Pumpkins | "Tonight, Tonight"                                                                           | —                          |
| The Fugees Nas        | Medley: "Killing Me Softly" "Fu-Gee-La" "Ready or Not" "If I Ruled the World (Imagine That)" | Ben Stiller                |
| Metallica             | "Until It Sleeps"                                                                            | Dennis Miller              |
| LL Cool J             | "Doin' It"                                                                                   | Michael Buffer             |
| Neil Young            | "The Needle and the Damage Done"                                                             | —                          |
| Hootie & the Blowfish | "Sad Caper"                                                                                  | —                          |
| Alanis Morissette     | "Your House"                                                                                 | Seal                       |
| Bush                  | "Machinehead"                                                                                | —                          |
| The Cranberries       | "Salvation"                                                                                  | Janeane Garofalo           |
| Oasis                 | "Champagne Supernova"                                                                        | Ewan McGregor Ewen Bremner |
| Bone Thugs-N-Harmony  | "Tha Crossroads"                                                                             | —                          |
| Kiss                  | "Rock and Roll All Nite"                                                                     | Dennis Miller              |

Notas
1. ↑  Ao vivo do Rock and Roll Hall of Fame, em Cleveland, Estados Unidos.
2. ↑  Ao vivo de debaixo da Ponte do Brooklyn, em Nova Iorque, Estados Unidos.

## Vencedores e indicados
| Vídeo do Ano (apresentado por Sharon Stone) | Artista Revelação (apresentado por Kevin Bacon e Rosie O'Donnell) |
| --- | --- |
| - The Smashing Pumpkins – "Tonight, Tonight" - Bone Thugs-n-Harmony – "Tha Crossroads" - Foo Fighters – "Big Me" - Alanis Morissette – "Ironic" | - Alanis Morissette – "Ironic" - Tracy Bonham – "Mother Mother" - Garbage – "Stupid Girl" - Jewel – "Who Will Save Your Soul" |
| Melhor Vídeo Masculino (apresentado por Van Halen) | Melhor Vídeo Feminino (apresentado por Susan Sarandon) |
| - Beck – "Where It's At" - Bryan Adams – "The Only Thing That Looks Good on Me Is You" - Coolio – "1, 2, 3, 4 (Sumpin' New)" - R. Kelly (com part. de Ernie Isley e Ronald Isley) – "Down Low (Nobody Has to Know)" - Seal – "Don't Cry" | - Alanis Morissette – "Ironic" - Björk – "It's Oh So Quiet" - Tracy Chapman – "Give Me One Reason" - Jewel – "Who Will Save Your Soul" |
| Melhor Vídeo de Grupo (apresentado por Mariah Carey) | Melhor Vídeo de Hard Rock (apresentado por 2Pac e Snoop Doggy Dogg) |
| - Foo Fighters – "Big Me" - Bone Thugs-n-Harmony – "Tha Crossroads" - The Fugees – "Killing Me Softly" - Hootie & the Blowfish – "Only Wanna Be with You" | - Metallica – "Until It Sleeps" - Alice in Chains – "Again" - Marilyn Manson – "Sweet Dreams" - Rage Against the Machine – "Bulls on Parade" |
| Melhor Vídeo de R&B (apresentado por Beck e Chris Rock) | Melhor Vídeo de Rap (apresentado por Jenny McCarthy e Damon Wayans) |
| - The Fugees – "Killing Me Softly" - Toni Braxton – "You're Makin' Me High" - Mariah Carey e Boyz II Men – "One Sweet Day" - D'Angelo – "Brown Sugar" | - Coolio (com part. de L.V.) – "Gangsta's Paradise" - 2Pac (com part. de Dr. Dre e Roger Troutman) – "California Love" - Bone Thugs-n-Harmony – "Tha Crossroads" - LL Cool J – "Doin' It" |
| Melhor Vídeo de Dance (apresentado por Claudia Schiffer, Anthony Kiedis e Flea) | Melhor Vídeo Alternativo (apresentado por Tim Robbins) |
| - Coolio – "1, 2, 3, 4 (Sumpin' New)" - Everything but the Girl – "Missing" - La Bouche – "Be My Lover" - George Michael – "Fastlove" | - The Smashing Pumpkins – "1979" - Bush – "Glycerine" - Everclear – "Santa Monica" - Foo Fighters – "Big Me" |
| Melhor Vídeo de Um Filme (apresentado por John Norris e Alison Stewart) | Vídeo Inovador (apresentado por Toni Braxton e Dennis Rodman) |
| - Coolio (com part. de L.V.) – "Gangsta's Paradise" (deMentes Perigosas) - Brandy – "Sittin' Up in My Room" (de Waiting to Exhale) - Bush – "Machinehead" (de Fear) - Adam Clayton e Larry Mullen, Jr. – "Tema de Missão Impossível" (de Missão Impossível)                                                                                             | - The Smashing Pumpkins – "Tonight, Tonight" - Björk – "It's Oh So Quiet" - Busta Rhymes – "Woo Hah!! Got You All in Check" - Foo Fighters – "Big Me" - Garbage – "Queer" - Radiohead – "Just" |
| Melhor Direção (apresentado por Geena Davis) | Melhor Coreografia |
| - The Smashing Pumpkins – "Tonight, Tonight" (Diretores: Jonathan Dayton e Valerie Faris) - Björk – "It's Oh So Quiet" (Diretor: Spike Jonze) - Foo Fighters – "Big Me" (Diretor: Jesse Peretz) - Alanis Morissette – "Ironic" (Diretor: Stéphane Sednaoui)                                                                                             | - Björk – "It's Oh So Quiet" (Coreógrafo: Michael Rooney) - Janet Jackson – "Runaway" (Coreógrafo: Tina Landon) - George Michael – "Fastlove" (Coreógrafos: Vaughan Arnell e Anthea Benton) - Quad City DJ's – "C'mon N' Ride It (The Train)" (Coreógrafos: Quad City DJ's)) |
| Melhor Efeitos Especiais | Melhor Direção de Arte |
| - The Smashing Pumpkins – "Tonight, Tonight" (Efeitos Especiais: Chris Staves) - The Beatles – "Free as a Bird" (Efeitos Especiais: Johnny Senered, Kristen Johnson e Ben Gibbs) - Bone Thugs-n-Harmony – "Tha Crossroads" (Efeitos Especiais: Cameron Noble) - Green Day – "Walking Contradiction" (Efeitos Especiais: Jefferson Wagner e Brian Boles) | - The Smashing Pumpkins – "Tonight, Tonight" (Diretores de Arte: K. K. Barrett e Wayne White) - Björk – "It's Oh So Quiet" (Diretor de Arte: Teri Whitaker) - The Cranberries – "Salvation" (Diretor de Arte: William Abelo) - R.E.M. – "Tongue" (Diretor de Arte: Clam Lynch) |
| Melhor Edição | Melhor Cinematografia |
| - Alanis Morissette – "Ironic" (Editor: Scott Gray) - Beck – "Where It's At" (Editor: Eric Zumbrunnen) - Red Hot Chili Peppers – "Warped" (Editor: Hal Honigsberg) - The Smashing Pumpkins – "Tonight, Tonight" (Editor: Eric Zumbrunnen) | - The Smashing Pumpkins – "Tonight, Tonight" (Diretor de Fotografia: Declan Quinn) - Brandy (com part. de Wanya Morris) – "Brokenhearted" (Diretor de Fotografia: Martin Coppen) - Eric Clapton – "Change the World" (Diretores de Fotografia: Peter Nydrle e Marco Mazzei) - Madonna – "You'll See" (Diretor de Fotografia: Adrian Wild) |
| Escolha da Audiência (apresentado por Steven Tyler e Joe Perry) | Escolha da Audiência International (Ásia) (apresentado por Beavis and Butt-head) |
| - Bush – "Glycerine" - Bone Thugs-n-Harmony – "Tha Crossroads" - Coolio (com part. de L.V.) – "Gangsta's Paradise" - Metallica – "Until It Sleeps" - Alanis Morissette – "Ironic" - The Smashing Pumpkins – "Tonight, Tonight" | - Seo Taiji and Boys – "Come Back Home" - Dewa 19 – "Cukup Siti Nurbaya" - IE – "Chan Tang Jai" - Put3Ska – "Manila Girl" |
| Escolha da Audiência International (América Latina) (apresentado por Beavis and Butt-head) | Escolha da Audiência International (Brasil) (apresentado por Beavis and Butt-head) |
| - Soda Stereo – "Ella Usó Mi Cabeza Como un Revólver" - Los Fabulosos Cadillacs – "Mal Bicho" - Illya Kuryaki and the Valderramas – "Abarajame" - Maldita Vecindad e los Hijos del 5to. Patio – "Don Palabras" - Eros Ramazzotti – "La Cosa Más Bella"                                                                                                  | - Skank – "Garota Nacional" - Fernanda Abreu – "Veneno da Lata" - Baba Cósmica – "Sábado de Sol" - Barão Vermelho – "Vem Quente Que Eu Estou Fervendo" - Chico Science & Nação Zumbi – "Manguetown" - Engenheiros do Hawaii – "A Promessa" - Os Paralamas do Sucesso – "Lourinha Bombril" - Pato Fu – "Qualquer Bobagem" - Raimundos – "Eu Quero Ver o Oco" - Renato Russo – "Strani Amori" - Sepultura – "Roots Bloody Roots" - Titãs – "Eu Não Aguento" |
| Escolha da Audiência International (Europa) (apresentado por Beavis and Butt-head) | Escolha da Audiência International (Índia) (apresentado por Beavis and Butt-head) |
| - George Michael – "Fastlove" - Björk – "It's Oh So Quiet" - Die Fantastischen Vier – "Sie Ist Weg" - Jovanotti – "L'Ombelico del Mondo" - Pulp – "Disco 2000" | - Colonial Cousins – "Sa Ni Dha Pa" - Asha Bhosle – "Piya Tu Ab To Aaja" - Biddu – "Boom Boom" - Indus Creed – "Sleep" - Shaan e Style Bhai – "Roop Tera Mastana"" |
| Escolha da Audiência International (Japão) (apresentado por Beavis and Butt-head) | Escolha da Audiência International (Mandarim) (apresentado por Beavis and Butt-head) |
| - Kuroyume – "Pistol" - Ken Ishii – "Extra" - Toshinobu Kubota – "Funk It Up" - The Mad Capsule Markets – "Walk!" - Seiko – "Let's Talk About It" | - Nana Tang – "Freedom" - Dou Wei – "Outside the Window" - Andy Lau – "Truly Forever" - Eric Moo – "Love Is So Heavy" - Regina Tseng – "From Dark to Light" |